# Tayyib Karaduman
Ömer Tayyib Karaduman (* 23. Januar 2000 in Samsun) ist ein türkischer Fußballspieler.

## Karriere
Karaduman spielte für die Nachwuchsabteilung Balıkesirspors und erhielt 2017 hier einen Profivertrag. Er gab in der Zweitligapartie vom 14. Mai 2017 gegen Elazığspor sein Profidebüt.